# نورة كولين
نورة كولين (بالإسبانية: Nora Cullen)‏ هي ممثلة أرجنتينية، ولدت في 1905 ببوينس آيرس في الأرجنتين، وتوفيت بنفس المكان في 16 أكتوبر 1990.

## وصلات خارجية
- نورة كولين على موقع IMDb (الإنجليزية)
- نورة كولين على موقع قاعدة بيانات الفيلم (الإنجليزية)